# Высшая проба
Вы́сшая про́ба — всероссийская многопредметная олимпиада школьников, проводимая Высшей школой экономики (ВШЭ) на базе самой ВШЭ, других вузов и школ России и ближнего зарубежья. 
Состоит из двух этапов — заочного и очного. Заочный (отборочный) заключается в выполнении тестовых заданий закрытого типа и эссе в 500 символов (последнее — по некоторым предметам) онлайн в течение ограниченного количества времени. Очный проводится на региональных площадках, утверждаемых оргкомитетом олимпиады, тип предлагаемых заданий зависит от предмета.
Впервые была организована в 1998 году. В 2024-2025 учебном году олимпиада «Высшая проба» проводилась по 30 профилям — и по всем профилям (кроме "Промышленное программирование" и "История искусств") входила в официальный Перечень олимпиад школьников в России. Ближайшая олимпиада намечена на 2025—2026 гг.

## История
НИУ ВШЭ проводит олимпиаду для школьников с 1998 года. Начиная с 2010 года олимпиада проводится в тесном взаимодействии с другими ведущими российскими университетами. В 2012 году олимпиада стала называться "Межрегиональная олимпиада школьников «Высшая проба»". К 2019 году олимпиада переросла межрегиональный этап и стала всероссийской.

## Предметы
- Анализ данных
- Биология
- Востоковедение

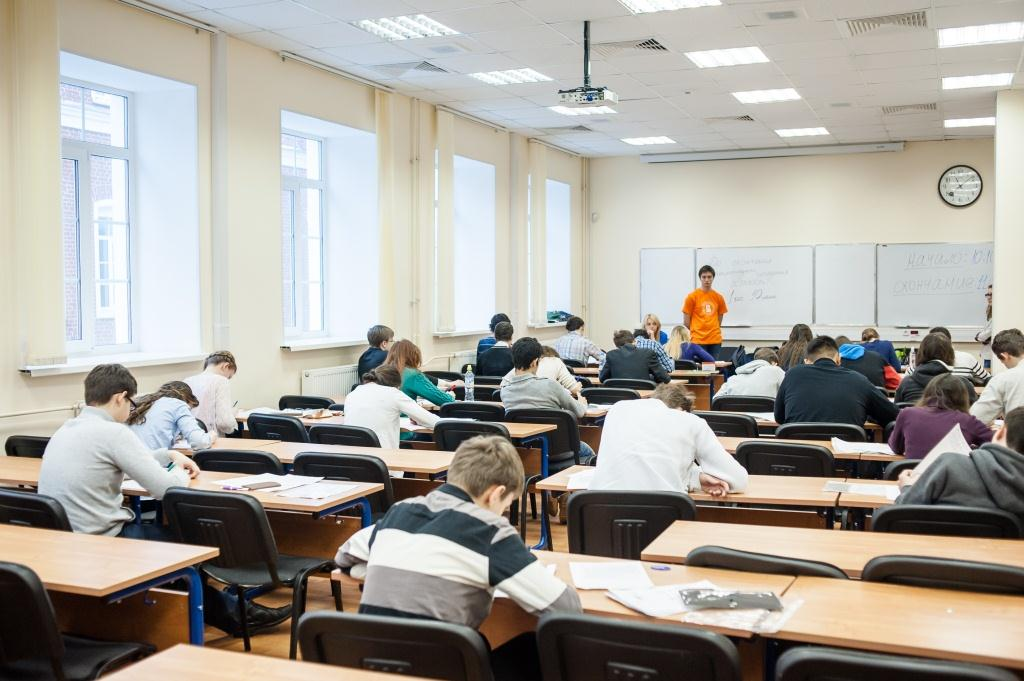
В ходе работы над заданиями олимпиады. За процессом следит волонтёр — студент ВШЭ

- Восточные языки (китайский и японский)
- География
- Дизайн
- Журналистика
- Инженерные науки (раньше — Электроника)
- Иностранные языки (английский, немецкий, французский и испанский)
- Информатика
- История
- История искусств
- История мировых цивилизаций
- Культурология
- Математика
- Международные отношения
- Обществознание
- Основы бизнеса
- Политология
- Право
- Промышленное программирование
- Психология
- Русский язык
- Социология
- Физика
- Филология (раньше — Литература)
- Философия
- Финансовая грамотность
- Химия
- Экономика

Все олимпиады «Высшая проба» (кроме профилей "Промышленное программирование" и "История искусств") входят в перечень олимпиад школьников 2024-2025 гг.

## Условия участия

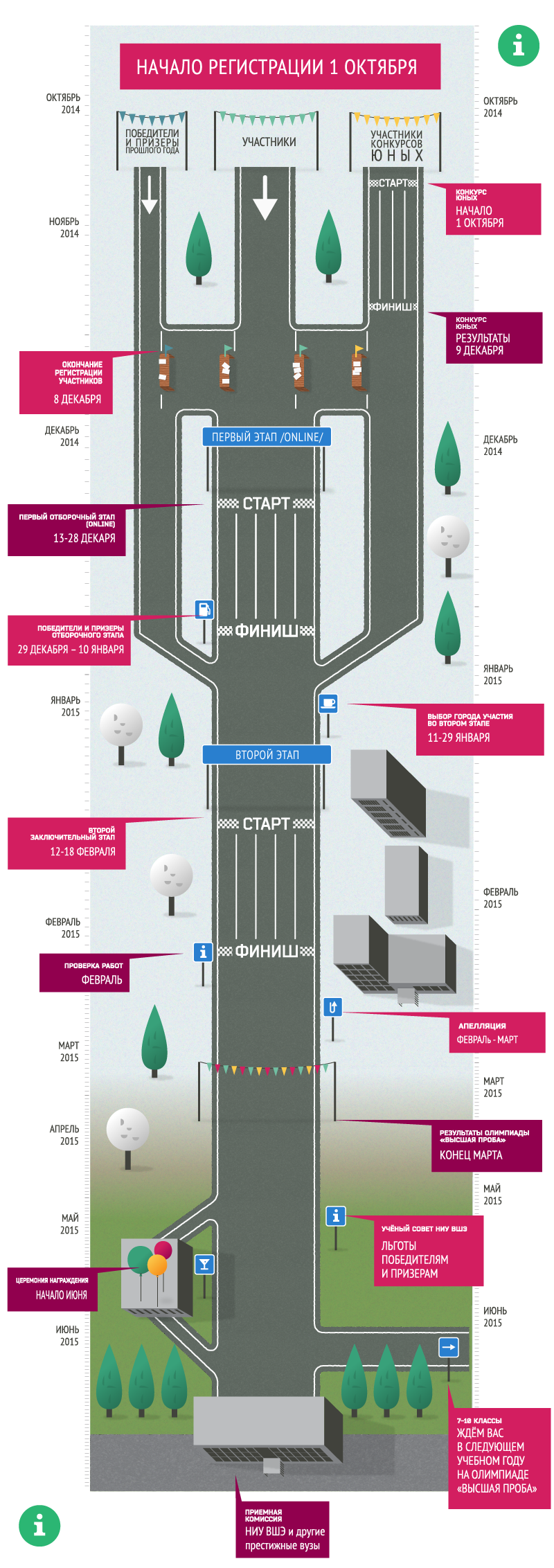
Карта олимпиады 2014—2015 учебного года, показывающая последовательность этапов олимпиады

К участию допускаются школьники 7-11 классов из России, стран СНГ и Прибалтики. Для этого необходимо пройти регистрацию на сайте Архивная копия от 3 июля 2014 на Wayback Machine и получить логин и пароль от модератора. В назначенное время участник входит в систему и решает в течение ограниченного времени предложенные задания. Участники, набравшие достаточное количество баллов, после определения победителей и призёров 1 этапа могут выбрать в личном кабинете город участия Архивная копия от 10 марта 2015 на Wayback Machine во 2 этапе.

## Льготы при поступлении в вузы
Каждое высшее учебное заведение самостоятельно определяет не позднее 1 июня, какие олимпиады будут давать льготы при поступлении. В 2015 многие из олимпиад «Высшей пробы» дали возможность поступления без вступительных экзаменов либо зачёта 100 баллов по профилирующему предмету олимпиады на ЕГЭ в вузах Москвы, Санкт-Петербурга и регионов России. Для подтверждения льготы необходимо написать экзамен на балл, установленный вузом (по общему правилу — не менее 75, но вуз имеет право установить планку выше. Например, НИУ ВШЭ устанавливает на определенные направления ("Прикладная математика и информатика", "Физика") минимальный балл около 80-85). Олимпиадная льгота действительна в течение четырёх лет.

## СМИ об олимпиаде
- Приемная кампания 2012: старт дают олимпиады Архивная копия от 27 января 2012 на Wayback Machine — РИА Новости;
- Студенты олимпийского призыва Архивная копия от 4 марта 2016 на Wayback Machine — Коммерсантъ;
- Олимпиады и ЕГЭ — как скорректировать механизмы отбора в вузы Архивная копия от 17 мая 2015 на Wayback Machine — Эхо Москвы;
- В посольстве России в Армении наградили победителей олимпиад НИУ ВШЭ — Мир (телерадиокомпания);
- Межрегиональная олимпиада школьников «Высшая проба» 2014—2015 г Архивная копия от 17 марта 2015 на Wayback Machine — «RSCI» — научная информационная система.